# حائل (شهر)
حائل (به عربی: حائل) شهری در عربستان سعودی است که در استان حائل واقع شده‌است. این شهر مرکز استان حائل است و اقلیم بیابانی دارد.

## خصوصیات
حائل ۳۱۰٬۸۹۷ نفر جمعیت دارد و ۹۹۲ متر بالاتر از سطح دریا واقع شده‌است.